# 쓰카가와 고키
쓰카가와 고키(일본어: 塚川 孝輝, 1994년 7월 16일~)는 일본의 축구 선수이다.

## 구단 경력
그는 2017년 J2리그의 파지아노 오카야마에 입단했다. 2018년까지 66경기에 출전하여, 5득점을 넣었다. 2019년부터 2020년까지 마쓰모토 야마가 FC와 FC 기후에서 뛰었다. 2021년 J1리그의 가와사키 프론탈레로 이적했다. 2021년에 J1리그 우승을 차지했다. 2022년 7월 FC 도쿄로 이적했다.